# Mumtaj Chinoy
Mumtaj R. Chinoy (* 1922, verheiratete Mumtaj Lotwalla; † nach 1960) war eine indische Badmintonspielerin. 

## Karriere
Mumtaj Chinoy gewann 1944 ihren ersten nationalen Titel in Indien, wobei sie mit Frenee Talyarkhan im Damendoppel erfolgreich war. 1945 siegte sie erneut im Doppel mit Talyarkhan sowie zusätzlich im Dameneinzel. Bei den offenen Meisterschaften des Indian Cricket Club war sie bis 1954 bei 13 Starts zwölfmal im Einzel erfolgreich. 1954 siegte sie dort gegen Pratuang Pattabongse im Finale mit 11:2 und 13:11.

## Sportliche Erfolge
| Saison | Veranstaltung                 | Disziplin   | Platz | Name                              |
| ------ | ----------------------------- | ----------- | ----- | --------------------------------- |
| 1944   | Indien: Einzelmeisterschaften | Damendoppel | 1     | Frenee Talyarkhan / Mumtaj Chinoy |
| 1945   | Indien: Einzelmeisterschaften | Dameneinzel | 1     | Mumtaj Chinoy                     |
| 1945   | Indien: Einzelmeisterschaften | Damendoppel | 1     | Frenee Talyarkhan / Mumtaj Chinoy |